# Jeffrey Tayler
Jeffrey Tayler é um escritor e jornalista estadunidense. É o correspondente na Rússia do Atlantic Monthly e contribuinte de outras revistas e da NPR, a rádio pública estadunidense. Já escreveu vários livros de não-ficção, sobre as condições por ele encontradas nas diversas regiões do mundo por onde viajou, tais como o Congo, o Sahel e a Sibéria.
Foi voluntário do Peace Corps no Marrocos entre 1988 e 1990. Tayler é poliglota, sendo fluente em russo, árabe, francês e grego moderno além do seu inglês materno.